# Gran Premi de Bèlgica del 1974
Resultats del Gran Premi de Bèlgica de Fórmula 1 disputat la temporada 1974 al circuit de Nivelles el 12 de maig del 1974.

## Resultats
| Pos | No | Pilot                | Equip               | Voltes | Temps / Retirada      | Pos. de sortida | Punts |
| --- | -- | -------------------- | ------------------- | ------ | --------------------- | --------------- | ----- |
| 1   | 5  | Emerson Fittipaldi   | McLaren - Ford      | 85     | 1h 44' 20. 57         | 4               | 9     |
| 2   | 12 | Niki Lauda           | Ferrari             | 85     | + 0.35 s              | 3               | 6     |
| 3   | 3  | Jody Scheckter       | Tyrrell - Ford      | 85     | + 45.61 s             | 2               | 4     |
| 4   | 11 | Clay Regazzoni       | Ferrari             | 85     | + 52.02 s             | 1               | 3     |
| 5   | 14 | Jean-Pierre Beltoise | BRM                 | 85     | + 1' 08. 05 min.      | 7               | 2     |
| 6   | 6  | Denny Hulme          | McLaren - Ford      | 85     | + 1' 10. 54 min.      | 12              | 1     |
| 7   | 33 | Mike Hailwood        | McLaren - Ford      | 84     | + 1 Volta             | 13              |       |
| 8   | 26 | Graham Hill          | Lola - Ford         | 83     | + 2 Voltes            | 29              |       |
| 9   | 10 | Vittorio Brambilla   | March - Ford        | 83     | + 2 Voltes            | 31              |       |
| 10  | 41 | Tim Schenken         | Trojan - Ford       | 83     | + 2 Voltes            | 23              |       |
| 11  | 28 | John Watson          | Brabham - Ford      | 83     | + 2 Voltes            | 19              |       |
| 12  | 27 | Guy Edwards          | Lola - Ford         | 82     | + 3 Voltes            | 21              |       |
| 13  | 17 | Jean-Pierre Jarier   | Shadow - Ford       | 82     | + 3 Voltes            | 17              |       |
| 14  | 21 | Gijs Van Lennep      | Iso Marlboro - Ford | 82     | + 3 Voltes            | 30              |       |
| 15  | 22 | Vern Schuppan        | Ensign - Ford       | 82     | + 3 Voltes            | 14              |       |
| 16  | 37 | François Migault     | BRM                 | 82     | + 3 Voltes            | 25              |       |
| 17  | 34 | Teddy Pilette        | Brabham - Ford      | 81     | + 4 Voltes            | 27              |       |
| 18  | 16 | Brian Redman         | Shadow - Ford       | 80     | Motor                 | 18              |       |
| Ret | 2  | Jacky Ickx           | Lotus - Ford        | 72     | Sobreescalfament      | 16              |       |
| Ret | 42 | Tom Pryce            | Token - Ford        | 66     | Col·lisió             | 20              |       |
| Ret | 7  | Carlos Reutemann     | Brabham - Ford      | 62     | Motor                 | 24              |       |
| Ret | 1  | Ronnie Peterson      | Lotus - Ford        | 56     | Pèrdua de combustible | 5               |       |
| Ret | 4  | Patrick Depailler    | Tyrrell - Ford      | 53     | Frens                 | 28              |       |
| Ret | 19 | Jochen Mass          | Surtees - Ford      | 53     | Suspensions           | 26              |       |
| Ret | 43 | Gérard Larrousse     | Brabham - Ford      | 53     | Pneumàtics            | 11              |       |
| Ret | 18 | Carlos Pace          | Surtees - Ford      | 50     | Direcció              | 8               |       |
| Ret | 8  | Rikky von Opel       | Brabham - Ford      | 49     | Motor                 | 22              |       |
| Ret | 24 | James Hunt           | Hesketh - Ford      | 45     | Accident              | 9               |       |
| Ret | 20 | Arturo Merzario      | Iso Marlboro - Ford | 29     | Transmissió           | 6               |       |
| Ret | 15 | Henri Pescarolo      | BRM                 | 12     | Col·lisió             | 15              |       |
| Ret | 9  | Hans Joachim Stuck   | March - Ford        | 6      | Embragatge            | 10              |       |
| NVQ | 44 | Leo Kinnunen         | Surtees - Ford      |        |                       |                 |       |

## Altres
- Pole: Clay Regazzoni 1' 09. 82

- Volta ràpida: Denny Hulme 1' 11. 31 (a la volta 37).